# Eroberung von Marstrand
1. Phase: Schwedische Dominanz (1700–1709)
Dänischer Kriegsschauplatz (1700)
Humlebæk • Tönning I 
Livländ./ Estnischer Kriegsschauplatz (1700–1708)
Riga I • Jungfernhof • Varja • Pühhajoggi • Narva • Petschora • Düna • Rauge • Erastfer • Hummelshof • Embach • Tartu • Narva II • Wesenberg I • Wesenberg II
Ingermanländ./ Finnischer Kriegsschauplatz (ab 1701)
Archangelsk • Ladogasee • Nöteborg • Nyenschanz • Newa • Systerbäck • Petersburg • Wyborg I • Porvoo • Newa II • Koporje II • Kolkanpää
Litauisch-weißrussischer Kriegsschauplatz (1702–1706)
Vilnius • Saladen • Jakobstadt • Gemauerthof • Mitau • Grodno I • Olkieniki • Njaswisch • Klezk • Ljachawitschy
Polnischer Kriegsschauplatz (1702–1706)
Klissow • Pułtusk • Thorn • Lemberg • Warschau • Posen • Punitz • Tillendorf • Rakowitz • Praga • Fraustadt • Kalisch 
Russischer Kriegsschauplatz (1708–1709)
Grodno II • Golowtschin • Moljatitschi • Rajowka • Lesnaja • Desna • Baturyn • Koniecpol • Weprik • Opischnja • Krasnokutsk • Sokolki • Poltawa I • Poltawa II
2. Phase: Schweden in der Defensive (1710–1721)
Baltischer und Finnischer Kriegsschauplatz (bis 1714)
Riga II • Wyborg II • Pernau • Kexholm • Reval • Hogland • Pälkäne • Storkyro • Nyslott • Hanko 
Schwed./Norwegischer Kriegsschauplatz (1710–1721)
Helsingborg • Køge-Bucht • Bottnischer Meerbusen • Frederikshald I • Dynekilen-Fjord • Göteborg I • Strömstad • Trondheim • Frederikshald II • Marstrand • Ösel • Göteborg II • Södra Stäket • Grönham • Sundsvall
Norddeutscher Kriegsschauplatz (1711–1716)
Elbing • Wismar I • Lübow • Stralsund I • Greifswalder Bodden I • Stade • Rügen • Gadebusch • Altona • Tönning II • Stettin • Fehmarn • Wismar II • Stralsund II • Jasmund • Peenemünde • Greifswalder Bodden II • Stresow 
Die Eroberung von Marstrand und der Festung Carlsten im Jahr 1719 war eine militärische Intervention in der Endphase des Großen Nordischen Krieges. Der dänische Kapitän Peter Wessel Tordenskiold griff im Juli 1719 die Festung Carlsten und die Stadt Marstrand an. Vier Tage lang wurde die Stadt von der dänischen Flotte bombardiert. Am 15. Juli kapitulierte der Kommandant der Festung Carlsten und so fiel die größte schwedische Festung in dänische Hände.

## Im Vorfeld
Die seit dem Frieden von Roskilde 1658 schwedische Stadt Marstrand besaß eine große Bedeutung als Handelsplatz, da im Winter ihr Hafen nur selten zufror. Der Hafen von Marstrand war neben Göteborg ein wichtiger Stützpunkt des Göteborggeschwaders. Diese schwedische Flotte begann nach der Rückkehr des schwedischen Königs Karl XII. auf dessen direkten Befehl hin, dänische Schiffe zu kapern und der eigenen Flotte einzuverleiben. Aus diesem Grund und zur Absicherung von Norwegens Grenzen schickte der dänische König im Juli 1719 den Kapitän Tordenskiold, um diese Festung zu erobern und das im Hafen liegende Göteborggeschwader zu versenken.
Tordenskiold hatte im Vorfeld des Angriffes, als Fischer verkleidet, die Stadt und den Hafen ausgekundschaftet.

## Der Angriff
Die Dänen landeten am 10. Juli in der Nähe von Marstrand und begannen Artilleriestellungen zu errichten. Die Bombardierung begann am folgenden Tag und dauerte vier Tage.
Damaliger Kommandeur der Festung Carlsten war Oberstleutnant Henrich Danckwardt. Ihm unterstanden etwa 200 Soldaten und 40 Artilleristen. Die Artilleristen sowie etwa 60 Infanteristen waren sächsische Kriegsgefangene, welche für Schweden kämpfen mussten. Zu solchen Maßnahmen wurde aus Mangel an eigenen Soldaten gegriffen.
Kommandeur des Göteborggeschwaders war Erik Carlsson Sjöblad, ihm unterstanden 164 Matrosen. Durch das sehr genaue Artilleriefeuer von der Festung Carlsten und kleinere Angriffe durch die Marineeinheiten bekam Tordenskiold große Probleme und sein Angriff verlief nicht wie geplant.
Am 12. Juli stürmten die dänischen Truppen die Stadt Marstrand. Die schwedische Besatzung zog sich zum Hafen zurück. Die schwedischen Matrosen versenkten alle im Hafen befindlichen Schiffe des Göteborggeschwarders. Es gelang den Dänen zwar, drei Schiffe rechtzeitig zu erobern. Die restlichen 13 Schiffe jedoch wurden im Hafen versenkt.
Nachdem der Hafen der Stadt von den Dänen erobert worden war, zogen sich die Matrosen in die Festung zurück. Sie war durch ihren Aufbau gut zu verteidigen. Zur damaligen Zeit war sie die mächtigste Festung Europas.

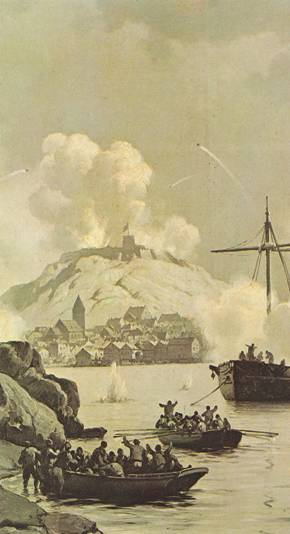
Dänischer Beschuss von Marstrand

Die dänischen Truppen eroberten insgesamt über 300 schwedische Geschütze, sowohl auf den eroberten Schiffen als auch durch die Einnahme einiger Batterien an Land.

## Die Belagerung der Festung
Tordenskiold war sich bewusst, dass er die Festung Carlsten mit so wenigen Soldaten niemals einnehmen konnte. So wandte er eine Kriegslist an und ließ den Kommandanten der Festung über eine ihm vertraute Einwohnerin der Stadt die Nachricht zukommen, dass er auf weitere 20.000 Mann und Belagerungsartillerie warte. Oberst Danckwardt sollte denken, dass er innerhalb von einer Woche in einer aussichtslosen Lage sein werde.
Der Kommandant der Festung ließ die Stadt mit Brandbomben beschießen, sodass Tordenskiold gezwungen war, einen Teil seiner kleinen Armee für Löscharbeiten abzukommandieren. Zudem stellte er den Einwohnern der Stadt einige kleine Boote zur Verfügung, damit sie ihre Habe in Sicherheit bringen konnten. Er tat alles, um die Stadt vor der Vernichtung zu bewahren. Danckwardt sah in der Vernichtung der Stadt die einzige Möglichkeit, die Festung zu retten.
Es gibt die Behauptung, dass sich Kapitän Cleves verkleidet und einen schwedischen Wachposten belauscht haben soll. Dabei soll er erfahren haben, dass die Moral, besonders unter den sächsischen Soldaten, sehr schlecht sei. Der Kapitän hörte in einem dieser Gespräche, dass die Deutschen sich weigerten, die Festung bis zum letzten Mann zu verteidigen und den Kommandanten lieber über die Festungsmauer werfen würden.
Als Tordenskiold davon erfuhr, verfasste er mehrere Briefe in deutscher Sprache und ließ sie in der Festung unter den Deutschen verteilen. Sie sollten die sächsischen Kriegsgefangenen auf die dänische Seite ziehen. In den Briefen machte er den Sachsen die Versprechung, wenn sie den Kommandanten zur Übergabe überreden würden, bekämen sie eine Belohnung sowie freien Abzug in ihre Heimat. Während dieser Zeit wurde die Festung tagsüber stark beschossen. Ein direkter Treffer des Wohnbereiches von Danckwardt und seiner Familie ängstigte diesen noch mehr.
In einem offenen Brief an den Kommandanten lud Tordenskiold ihn dazu ein, die Vorbereitungen zum Angriff auf die Festung zu besichtigen, um sich ein Bild von der dänischen Übermacht zu machen. Der Kommandant beauftragte den Seekapitän Utfall, welcher im Jahr 1717 von Tordenskiold gefangen genommen worden und später geflohen war, die dänischen Truppen zu begutachten und auf Schwachstellen zu achten. Jetzt griff Tordenskiold wieder auf eine Kriegslist zurück. Um seine etwa 200 Soldaten als große Angriffsarmee darzustellen, ließ er sie in den engen Gassen der Stadt antreten. Mit dem schwedischen Seekapitän schritt er die Soldaten ab. Da die Gassen sehr eng und verwinkelt waren, bemerkte der Schwede nicht, wie die hintersten Reihen ihren Platz verließen und sich am Ende der Kolonne wieder eingliederten. Erstaunt über die Armeestärke der Dänen, berichtete Utfall dem Kommandanten, dass mindestens 1000 dänische Infanteristen in der Stadt seien und den Sturm auf die Festung vorbereiteten.

## Die Kapitulation
In den Abendstunden des 14. Juli wurde durch einen direkten Treffer der Pulverturm der Festung getroffen und teilweise zerstört. Dieser direkte Treffer bewog die sächsischen Soldaten, den Kommandanten zur Übergabe der Festung zu zwingen, notfalls mit Waffengewalt. Der Kommandant, welcher Angst um sein Leben hatte, berief einen Kriegsrat ein. Dieser beschloss die Übergabe der Festung. Am Morgen des 15. Juli wurde Seekapitän Utfall mit dem Auftrag betraut, die Kapitulationsbedingungen auszuhandeln.
Der dänische Vizeadmiral nahm die Kapitulation an und gab den Schweden fünf Stunden, um die Festung zu verlassen. Als erstes verließen die Sachsen die Feste. Sie gaben ihre Waffen ab und erwarteten weitere Befehle. Erst als Tordenskiold dem schwedischen Kommandanten mit Nachdruck auf die bereits abgelaufene Zeit hinwies, verließen die Schweden die Festung.
Den Kommandanten behielt der dänische Kommandant als Gast über Nacht auf dem Schiff Fredrickshall. Um seinen Respekt Danckwardt gegenüber zu beweisen, ließ er mehrfach Salut schießen, als dieser das dänische Schiff betrat. Alle höheren Seeoffiziere, darunter der Oberbefehlshaber des vernichteten Seegeschwaders Göteborg, Admiral Sjöblad, lud der dänische Vizeadmiral zum Abendessen auf eines seiner Schiffe ein. Man sagte Tordenskiold später Eitelkeit und Überheblichkeit für diese so genannte Geste des Respektes nach. Er selbst bestand zeit seines Lebens darauf, dies getan zu haben, um den Schweden für ihre Besonnenheit zu danken. Denn bei der Belagerung starben nur wenige Soldaten.

## Die Folgen
Tordenskjold, der Schwedens stärkste Festung eingenommen hatte, begab sich mit seiner Flotte nach Göteborg, wo er die Stadt zum zweiten Mal angriff.
Die Übergabe der Festung an die Dänen wurde als feiger Akt gewertet und der Kommandant Henrich Danckwardt zum Verlust von Leben, Ehre und Eigentum verurteilt. Das Urteil wurde am 16. September 1719 in Göteborg vollstreckt. Der Henker war betrunken und kam zu spät zur Hinrichtung des Obersten. Danckwardt musste relativ lange Zeit mit dem Kopf auf dem Block warten. Der Henker brauchte für das Abtrennen des Kopfes zwei Schläge, was dem Verurteilten zusätzliche Schmerzen zufügte.
Am 12. November 1720, im Frieden von Frederiksborg, wurde die Festung an Schweden zurückgegeben. Die Beschädigungen an der Festung wurden schnell wieder beseitigt.